# ایمینیوم

ساختار کلی کاتیون ایمینیوم

ایمینیوم (به انگلیسی: Iminium) یک کاتیون چند اتمی است که در بسیاری از واکنش‌های آلی به عنوان ماده حدواسط ظاهر می‌شود. فرمول کلی آن به صورت R3R4+ است.

## برخی واکنش‌هایی که ایمینیوم در آن دخالت دارد.
- بازآرایی بکمان
- Eschenmoser's salt
- واکنش داف
- Stephen reaction
- Vilsmeier-Haack reaction
- واکنش پیکتت–اسپنگلر
- واکنش مانیخ